# 50 GO SMAP -50 SINGLES-
『50 GO SMAP -50 SINGLES-』（ゴー ゴー スマップ 50 シングルズ）は、2013年12月5日から2014年1月5日までの期間限定としてSMAP SHOPにて発売されたSMAPのCDボックスセット。

## 概要
- 2013年12月5日から2014年1月5日まで赤坂サカスで開催されたSMAP SHOP「50 GO SMAP」でのみ販売となっていた。
- それまでSMAPがリリースしてきたシングル『Can't Stop!! -LOVING-』から『Joy!!』までの全50枚のシングル曲を、12cmのマキシシングル、紙ジャケット仕様のCDの50枚セットとして収録。流通BOXに入れ、専用ショッピングバックとジャケットステッカーが付属された。同様のBOXセットとしては、近藤真彦の『マッチ箱 〜25th Anniversary Complete Singles Edition〜』がある。
- 発売当時のシングルをそのまま復刻しており、収録曲はシングル曲とカップリング曲、オリジナルカラオケ(シングルにより表記が異なる)他が、1枚ずつリリース時と同じように収録されている。尚、4thシングル『負けるなBaby! 〜Never give up』のシングルカセットのみに収録されている「SMAPナイショ話コーナー」や、45作目のシングル『This is love』以降の通常盤以外の仕様に収録されている楽曲などは収録されていない。また「音松くん」名義のシングルは、対象外となった。
- CDジャケットのデザインも原則そのまま復刻されているが、発売当時のテレビ番組やCMのタイアップの表記が削除されていたり等、デザインの一部は発売当時と異なっている。
- また、2014年の春にはビクターエンタテインメントの通販サイト限定で『SMAP 50 SINGLES 1-25/26-50』が完全受注生産限定として販売された。なお『1-25』は「Can't Stop!! -LOVING-」から「セロリ」、『26-50』は「Peace!」から「Joy!!』」まで収録されている。

## 収録作品
| Disc    | タイトル                        | 収録曲 |
| Disc 01 | Can't Stop!! -LOVING-           | 01. Can't Stop!! -LOVING- 02. SMAP MEDLEY 03. Can't Stop!! -LOVING-（オリジナル・カラオケ） |
| Disc 02 | 正義の味方はあてにならない      | 01. 正義の味方はあてにならない 02. KISS OF FIRE 03. 正義の味方はあてにならない（オリジナル・カラオケ） 04. KISS OF FIRE（オリジナル・カラオケ） |
| Disc 03 | 心の鏡                          | 01. 心の鏡 02. ZIGZAGバック・ストリート 03. 心の鏡（オリジナル・カラオケ） 04. ZIGZAGバック・ストリート（オリジナル・カラオケ） |
| Disc 04 | 負けるなBaby! 〜Never give up   | 01. 負けるなBaby! 〜Never give up 02. BEST FRIEND 03. 負けるなBaby! 〜Never give up（オリジナル・カラオケ） 04. BEST FRIEND（オリジナル・カラオケ） 05. SMAPパーソナルメッセージ 中居正広 06. SMAPパーソナルメッセージ 森且行 07. SMAPパーソナルメッセージ 稲垣吾郎 08. SMAPパーソナルメッセージ 草彅剛 09. SMAPパーソナルメッセージ 香取慎吾 10. SMAPパーソナルメッセージ 木村拓哉 |
| Disc 05 | 笑顔のゲンキ                    | 01. 笑顔のゲンキ 02. ブラブラさせて 03. 笑顔のゲンキ（オリジナル・カラオケ） 04.ブラブラさせて（オリジナル・カラオケ） |
| Disc 06 | 雪が降ってきた                  | 01. 雪が降ってきた 02. 100万の言葉 03. 雪が降ってきた（オリジナル・カラオケ） 04. 100万の言葉（オリジナル・カラオケ） |
| Disc 07 | ずっと忘れない                  | 01. ずっと忘れない 02. 君を微笑みにかえて 03. ずっと忘れない（オリジナル・カラオケ） 04. 君を微笑みにかえて（オリジナル・カラオケ） |
| Disc 08 | はじめての夏                    | 01. はじめての夏 02. これから海へ行こうよ 03. はじめての夏（オリジナル・カラオケ） 04. これから海へ行こうよ（オリジナル・カラオケ） |
| Disc 09 | 君は君だよ                      | 01. 君は君だよ 02. どうしても君がいい 03. 君は君だよ（オリジナル・カラオケ） 04. どうしても君がいい（オリジナル・カラオケ） |
| Disc 10 | $10                             | 01. $10 02. 話をしていたくて 03. $10（オリジナル・カラオケ） 04. 話をしていたくて（オリジナル・カラオケ） |
| Disc 11 | 君色思い                        | 01. 君色思い 02. 忘れないでよ 03. 君色思い（オリジナル・カラオケ） 04. 忘れないでよ（オリジナル・カラオケ） |
| Disc 12 | Hey Hey おおきに毎度あり        | 01. Hey Hey おおきに毎度あり 02. 泣きたい気持ち 03. Hey Hey おおきに毎度あり（オリジナル・カラオケ） 04. 泣きたい気持ち（オリジナル・カラオケ） |
| Disc 13 | オリジナル スマイル             | 01. オリジナル スマイル 02. Major 03. オリジナル スマイル（オリジナル・カラオケ） 04. Major（オリジナル・カラオケ） |
| Disc 14 | がんばりましょう                | 01. がんばりましょう 02. 君と僕の6ヶ月 03. がんばりましょう（オリジナル・カラオケ） 04. 君と僕の6ヶ月（オリジナル・カラオケ） |
| Disc 15 | たぶんオーライ                  | 01. たぶんオーライ 02. 僕の自転車の後ろに乗りなよ 03. たぶんオーライ（オリジナル・カラオケ） 04. 僕の自転車の後ろに乗りなよ（オリジナル・カラオケ） |
| Disc 16 | KANSHAして                      | 01. KANSHAして 02. 仰げば尊し 03. KANSHAして（オリジナル・カラオケ） 04. 仰げば尊し（オリジナル・カラオケ） |
| Disc 17 | しようよ                        | 01. しようよ 02. Let's go to 週末ヘヴン 03. しようよ（オリジナル・カラオケ） 04. Let's go to 週末ヘヴン（オリジナル・カラオケ） |
| Disc 18 | どんないいこと                  | 01. どんないいこと 02. 泣いてごらん 03. どんないいこと（music track） 04. 泣いてごらん（music track） |
| Disc 19 | 俺たちに明日はある              | 01. 俺たちに明日はある 02. この街で今も君は 03. 俺たちに明日はある（music track） 04. この街で今も君は（music track） |
| Disc 20 | 胸さわぎを頼むよ                | 01. 胸さわぎを頼むよ 02. まったくもう 03. 胸さわぎを頼むよ（music track） 04. まったくもう（music track） |
| Disc 21 | はだかの王様 〜シブトクつよく〜 | 01. はだかの王様 〜シブトクつよく〜 02. 急がば回れ 03. はだかの王様 〜シブトクつよく〜（music track） 04. 急がば回れ（music track） |
| Disc 22 | 青いイナズマ                    | 01. 青いイナズマ 02. 真夏の夜は振り向いてはダメなのさ 03. 青いイナズマ（music track） 04. 真夏の夜は振り向いてはダメなのさ（music track） |
| Disc 23 | SHAKE                           | 01. SHAKE 02. 黙って俺について来い 03. SHAKE（music track） 04. 黙って俺について来い（music track） |
| Disc 24 | ダイナマイト                    | 01. ダイナマイト 02. Fool On The Hill 03. ダイナマイト（music track） 04. Fool On The Hill（music track） |
| Disc 25 | セロリ                          | 01. セロリ 02. まぁいいか 03. セロリ（music track） 04. まぁいいか（music track） |
| Disc 26 | Peace!                          | 01. Peace! 02. ストレス 03. Peace!（music track） 04. ストレス（music track） |
| Disc 27 | 夜空ノムコウ                    | 01. 夜空ノムコウ 02. リンゴジュース 03. 夜空ノムコウ（music track） 04. リンゴジュース（music track） |
| Disc 28 | たいせつ                        | 01. たいせつ 02. 恋の形 03.たいせつ（music track） 04. 恋の形（music track） |
| Disc 29 | 朝日を見に行こうよ              | 01. 朝日を見に行こうよ 02. 見えないもの 03. 朝日を見に行こうよ（music track） 04. 見えないもの（music track） |
| Disc 30 | Fly                             | 01. Fly 02. End of time 03. Fly（music track） 04. End of time（music track） |
| Disc 31 | Let It Be                       | 01. Let It Be 02. 世紀末 03. Let It Be（music track） 04. 世紀末（music track） |
| Disc 32 | らいおんハート                  | 01. らいおんハート 02. オレンジ 03. らいおんハート（music track） 04. オレンジ（music track） |
| Disc 33 | Smac                            | 01. Smac 02. Smac（music track） |
| Disc 34 | freebird                        | 01. freebird 02. Song 2 〜the sequel to that〜 03. freebird（music track） 04. Song 2 〜the sequel to that〜（music track） |
| Disc 35 | 世界に一つだけの花              | 01. 世界に一つだけの花（シングル・ヴァージョン） 02. 僕は君を連れてゆく 03. 世界に一つだけの花（シングル・ヴァージョン）（ミュージック・トラック） 04. 僕は君を連れてゆく（ミュージック・トラック） |
| Disc 36 | 友だちへ〜Say What You Will〜   | 01. 友だちへ〜Say What You Will〜 02. Song of X'smap 03. 友だちへ〜Say What You Will〜（back track） 04. Song of X'smap（back track） |
| Disc 37 | BANG! BANG! バカンス!           | 01. BANG! BANG! バカンス! 02. 優しい言葉 03. BANG! BANG! バカンス!（back track） 04. 優しい言葉（back track） |
| Disc 38 | Triangle                        | 01. Triangle 02. Piece of world 03. Triangle（back track） 04. Piece of world（back track） |
| Disc 39 | Dear WOMAN                      | 01. Dear WOMAN 02. buzzer beater 03. Dear WOMAN（back track） 04. buzzer beater（back track） |
| Disc 40 | ありがとう                      | 01. ありがとう 02. show your smile 03. ありがとう（back track） 04. show your smile（back track） |
| Disc 41 | 弾丸ファイター                  | 01. 弾丸ファイター 02. Christmas Night 03. 弾丸ファイター（Back Track） 04. Christmas Night（Back Track） |
| Disc 42 | そのまま/White Message          | 01. そのまま 02. White Message 03. そのまま（Back Track） 04. White Message（Back Track） |
| Disc 43 | この瞬間、きっと夢じゃない      | 01. この瞬間、きっと夢じゃない 02. two of us 03. この瞬間、きっと夢じゃない（back track） 04. two of us（back track） |
| Disc 44 | そっと きゅっと/スーパースター★ | 01. そっと きゅっと 02. スーパースター★ 03. そっと きゅっと（back track） 04. スーパースター★（back track） |
| Disc 45 | This is love                    | 01. This is love 02. グラマラス 03. This is love（back track） 04. グラマラス（back track） |
| Disc 46 | 僕の半分                        | 01. 僕の半分 02. 真冬のラブレター 03. 僕の半分（back track） 04. 真冬のラブレター（back track） |
| Disc 47 | さかさまの空                    | 01. さかさまの空 02. Keep my love 03. さかさまの空（back track） 04. Keep my love（back track） |
| Disc 48 | Moment                          | 01. Moment 02. 手を繋ごう 03. Moment（back track） 04. 手を繋ごう（back track） |
| Disc 49 | Mistake!/Battery                | 01. Mistake! 02. Battery 03. Battery (Jeff Miyahara Remix) 04. Mistake!（back track） 05. Battery（back track） |
| Disc 50 | Joy!!                           | 01. Joy!! 02. 掌の世界 03. Joy!!（back track） 04. 掌の世界（back track） |